# Isole Coronado
Le isole Coronado (Islas Coronado o Islas Coronados in spagnolo; Coronado Islands in inglese) sono un gruppo di quattro isole al largo della costa nord-occidentale dello stato messicano della Bassa California. A causa del vento e delle onde, sono in gran parte aride e disabitate, fatta eccezione per un piccolo distaccamento militare e alcuni guardiani del faro. Le isole si trovano tra le 15 e le 19 miglia a sud dell'ingresso della baia di San Diego, ma a sole 8 miglia dalla terraferma messicana. Condividono il loro nome con la città di Coronado, in California, che separa la baia di San Diego dall'Oceano Pacifico, dall'altra parte del confine tra il Messico e gli Stati Uniti d'America.